# Mohamed Emara
Mohamed Emara (àrab: محمد عمارة)  (governació d'Al-Daqahliyah, 10 de juliol de 1974) fou un futbolista egipci de la dècada de 1990.
Fou internacional amb la selecció d'Egipte.
Pel que fa a clubs, destacà a Al Ahly i Hansa Rostock.